# Kanesh Maḩalleh
Kanesh Maḩalleh (persiska: Kafsh Maḩalleh, كنش محله, كفش محله) är en ort i Iran.   Den ligger i provinsen Golestan, i den norra delen av landet, 400 km öster om huvudstaden Teheran. Kanesh Maḩalleh ligger 1 236 meter över havet och antalet invånare är 244.
Terrängen runt Kanesh Maḩalleh är huvudsakligen kuperad, men österut är den bergig. Terrängen runt Kanesh Maḩalleh sluttar norrut.Runt Kanesh Maḩalleh är det ganska glesbefolkat, med 48 invånare per kvadratkilometer. Närmaste större samhälle är Darjan, 13,6 km nordost om Kanesh Maḩalleh. Trakten runt Kanesh Maḩalleh består till största delen av jordbruksmark.